# Islahijet
 (janvier 2022).
La mise en forme du texte ne suit pas les recommandations de Wikipédia : il faut le « wikifier ».
Les points d'amélioration suivants sont les cas les plus fréquents. Le détail des points à revoir est peut-être précisé sur la page de discussion.
- Les titres sont pré-formatés par le logiciel. Ils ne sont ni en capitales, ni en gras.
- Le texte ne doit pas être écrit en capitales (les noms de famille non plus), ni en gras, ni en italique, ni en « petit »…
- Le gras n'est utilisé que pour surligner le titre de l'article dans l'introduction, une seule fois.
- L'italique est rarement utilisé : mots en langue étrangère, titres d'œuvres, noms de bateaux, etc.
- Les citations ne sont pas en italique mais en corps de texte normal. Elles sont entourées par des guillemets français : « et ».
- Les listes à puces sont à éviter, des paragraphes rédigés étant largement préférés. Les tableaux sont à réserver à la présentation de données structurées (résultats, etc.).
- Les appels de note de bas de page (petits chiffres en exposant, introduits par l'outil «  Source ») sont à placer entre la fin de phrase et le point final[comme ça].
- Les liens internes (vers d'autres articles de Wikipédia) sont à choisir avec parcimonie. Créez des liens vers des articles approfondissant le sujet. Les termes génériques sans rapport avec le sujet sont à éviter, ainsi que les répétitions de liens vers un même terme.
- Les liens externes sont à placer uniquement dans une section « Liens externes », à la fin de l'article. Ces liens sont à choisir avec parcimonie suivant les règles définies. Si un lien sert de source à l'article, son insertion dans le texte est à faire par les notes de bas de page.
- La présentation des références doit suivre les conventions bibliographiques. Il est recommandé d'utiliser les modèles {{Ouvrage}}, {{Chapitre}}, {{Article}}, {{Lien web}} et/ou {{Bibliographie}}. Le mode d'édition visuel peut mettre en forme automatiquement les références.
- Insérer une infobox (cadre d'informations à droite) n'est pas obligatoire pour parachever la mise en page.

Pour une aide détaillée, merci de consulter Aide:Wikification.
Si vous pensez que ces points ont été résolus, vous pouvez retirer ce bandeau et améliorer la mise en forme d'un autre article.

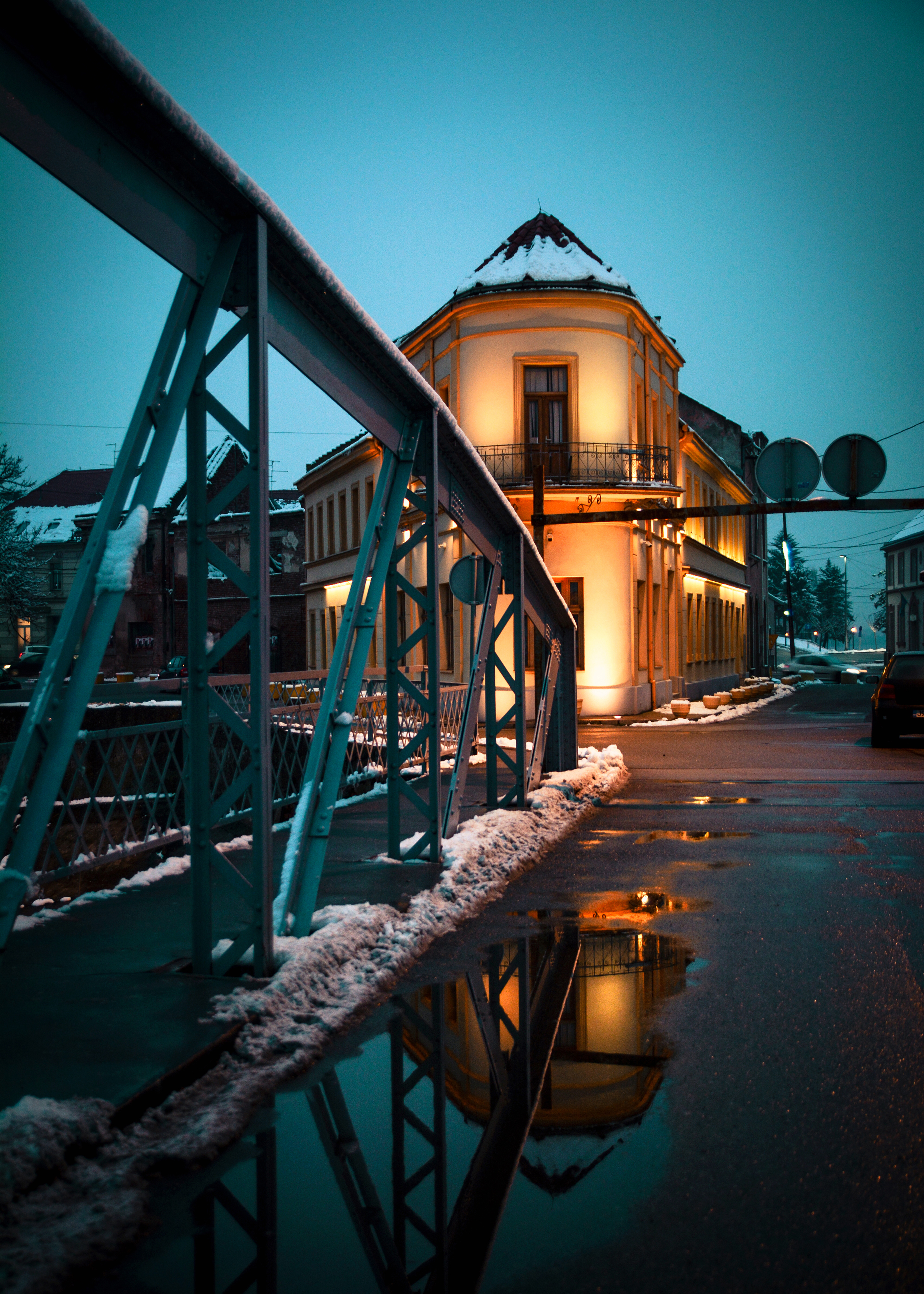
La "maison d'Islahijjet" de nuit.

Islahijjet est une société culturelle du début du XXe siècle à Brčko, en Bosnie-Herzégovine, ayant donné son nom à un ensemble de bâtiments qu'elle a bâtis. 
Le complexe de bâtiment construit durant la période austro-hongroise comprend : « la maison d'Islahijjet » ainsi que quatre bâtiments résidentiels et commerciaux et leurs entrepôts. Le batiment principal a été déclarés monument national de Bosnie-Herzégovine.

## Emplacement
L'ensemble architectural est situé à Brčko, dans le quartier résidentiel de Kolobara très proche du centre ville historique et de l'hôtel de ville. Il se situe aussi à proximité des deux rivières présentes dans le centre : Brka et Sava.

## Histoire
C'est en 1907 que la société bosniaque musulmane d'éducation et de culture "Islahijet" (qui signifie éducation ou réparation) fut fondée à Brčko par des personnalités bosniaques importantes de la ville comme Abdullah Bukvica[Qui ?] et Mujag Mula Mehmedović[Qui ?], dans le but d'améliorer la culture et l'économie de la jeunesse musulmane de la ville et du district. La société comptait aussi des sous-comités avec des salles de lecture dans 6 villages.
La société d'Islahijjet a fourni une aide matérielle aux universités du secteurs en soutenant la formation dans divers métiers de l'économie des étudiants et a aussi été active dans la lutte contre les vices de toutes sortes.
En 1922, pour les besoins de la société d'Islahijjet, un bâtiment datant de 1912 fut acheté et adapté et devint ainsi "la maison d'Islahijjet". Le bâtiment comprenait des salles pour lire les journaux, une bibliothèque et la société pouvait alors organiser des soirées de conversation et des conférences publiques. En 1935, des travaux ont permis de créer une salle "sociale" avec une scène de théâtre et pouvant accueillir plus de 400 invités.

## Description des bâtiments
Tous les bâtiments qui composent le complexe ont été construits séparément et à des périodes différentes. Néanmoins ils disposent tous du même nombre d'étages (RDC + 1) mais ont tout de même des formes irrégulières avec différents angles de surfaces murales et un traitement différent des surfaces de façade et de toit.

## État des bâtiments
"La maison d'Islahijjet" a été réhabilité en 2009, mais les autres bâtiments de l'ensemble architectural sont encore en mauvais état : tous les dommages ont été causés par un mauvais entretien et la non-utilisation des bâtiments. 